# Pogórze (Opole)
Pour les articles homonymes, voir Pogórze.
Pogórze est une localité polonaise du gmina de Biała, située dans le powiat de Prudnik (voïvodie d'Opole).